# Sztyepp

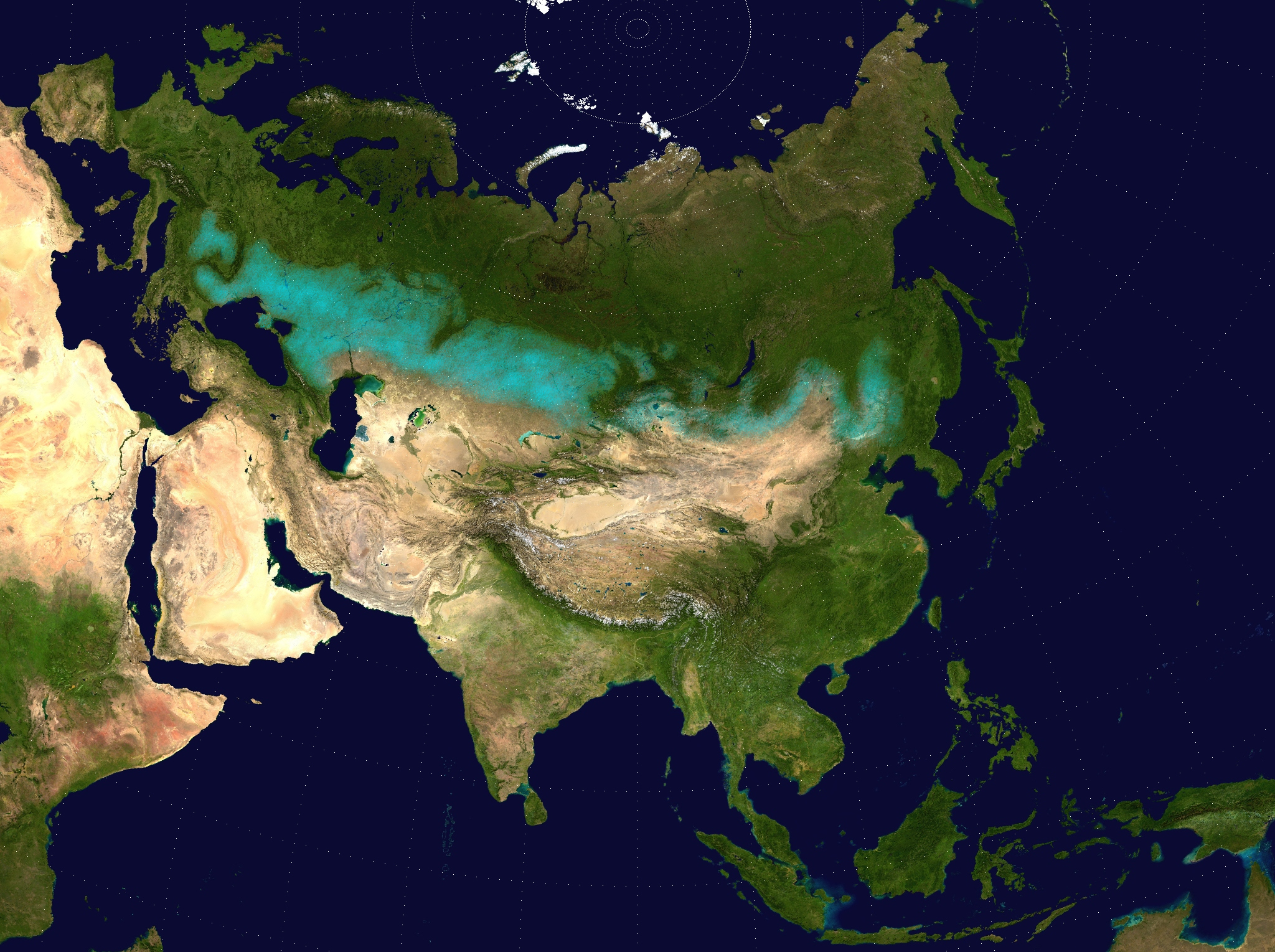
Az eurázsiai sztyepp a Közép-Ázsia és Kelet-Európa nagy területeit elfoglaló sík vagy enyhén dombos füves puszta

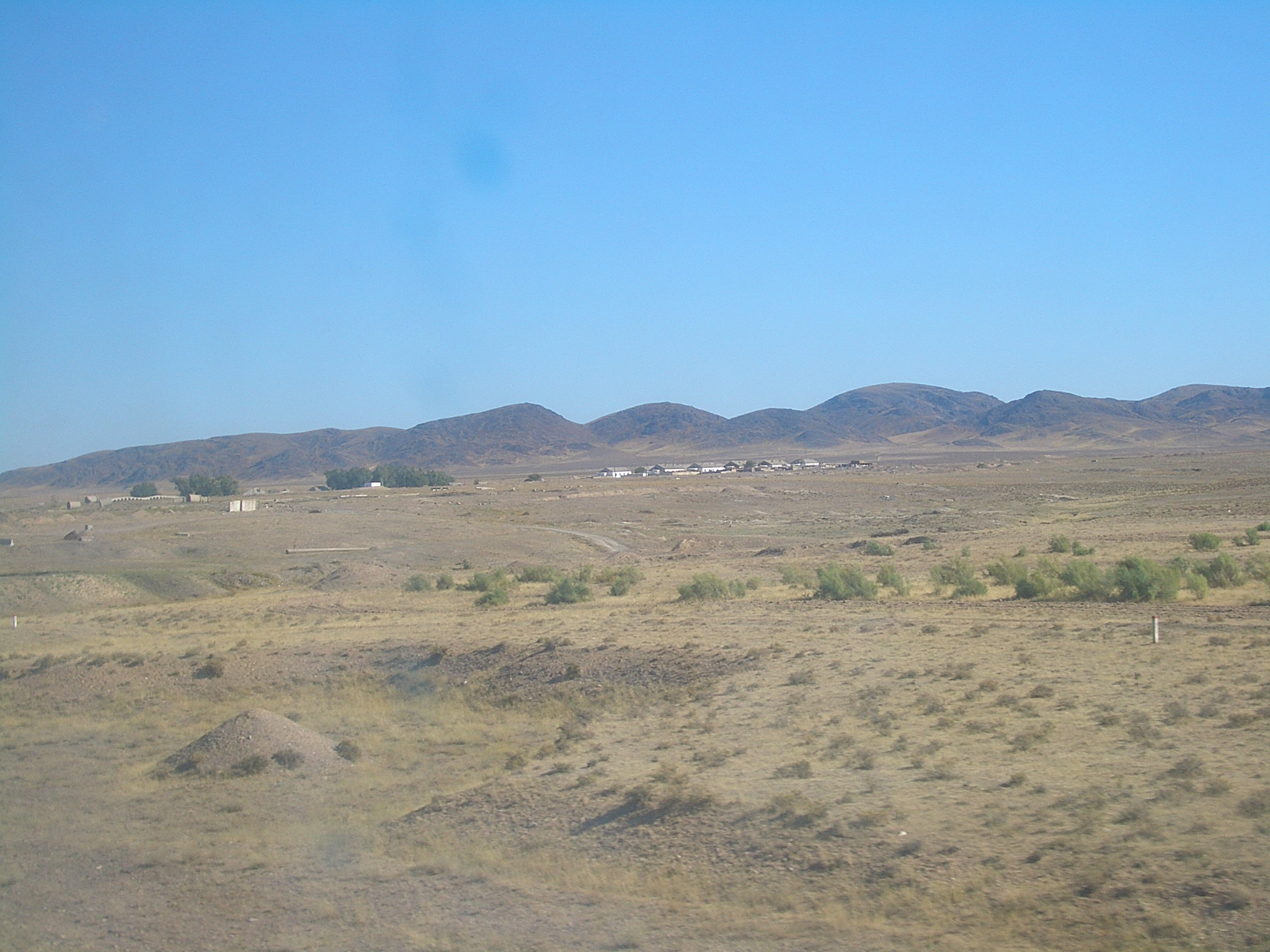
Enyhén dombos sztyeppe

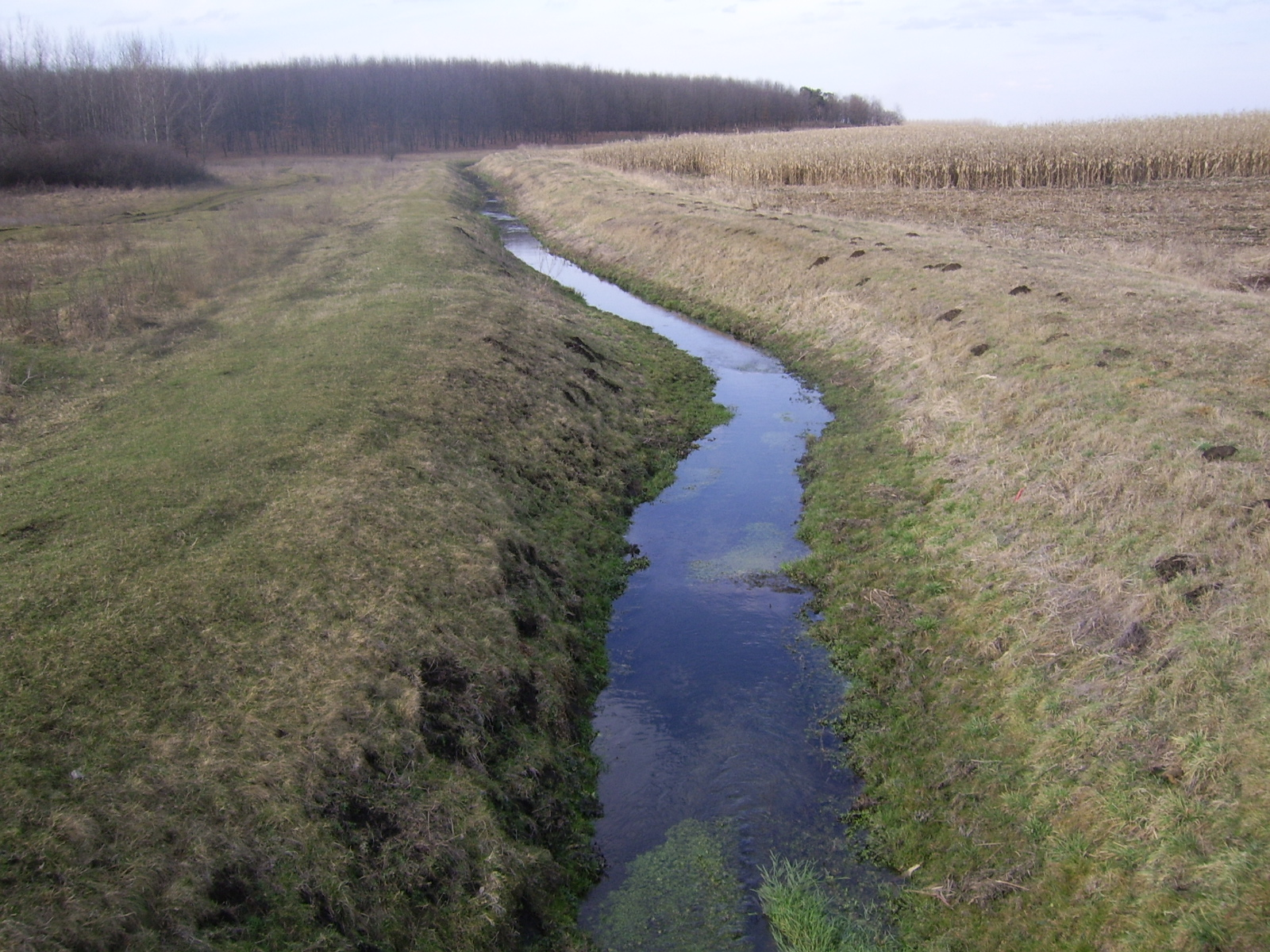
A vízzel telt Kállai-VII.-főfolyás, nem messze Perkedpusztától.

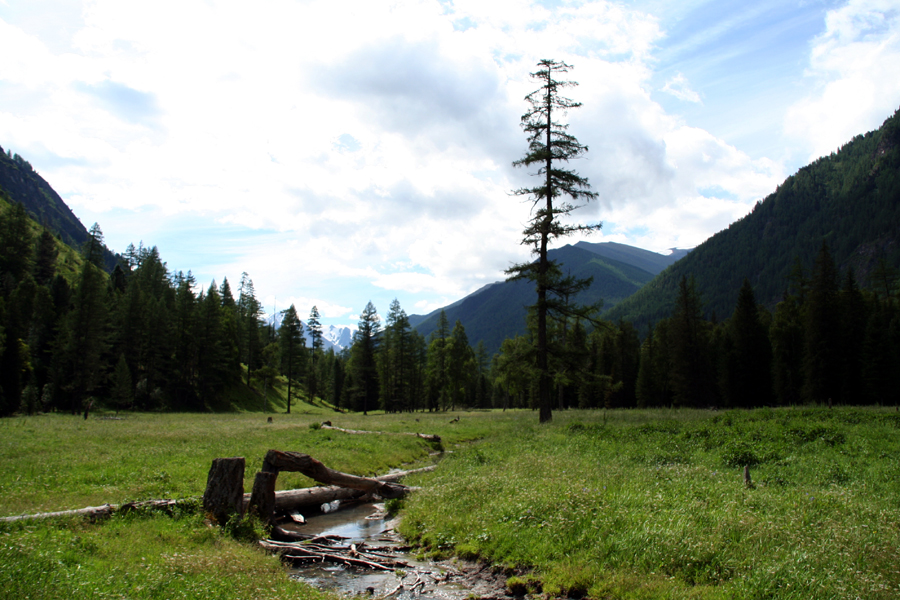
Ligetes sztyeppvidék széle

A sztyepp (sztyep, vagy régiesen steppe, sztyeppe) tágabb értelemben a mérsékelt öv egyik alapvető biomja, az arid övet északról, illetve délről szélesen szegélyező, szemiarid éghajlatú füves puszta, amely három területen (Eurázsiában, Észak-, illetve Dél-Amerikában) fejlődött ki (KvLex) olyan helyeken, amelyeken már nincs elég csapadék összefüggő erdők fenntartásához (MNL). A két biom átmeneti zónája az erdős sztyepp.
Szűkebb értelemben ez az eurázsiai sztyeppvidék, a Közép-Ázsia és Kelet-Európa nagy területeit elfoglaló sík vagy enyhén dombos füves puszta. Az észak-amerikai sztyeppeket prérinek, a dél-amerikaiakat pampának nevezik. Itt a továbbiakban ezt a szűkebb értelmet tekintjük irányadónak; a biom közös jellemzőit a füves puszta cikkben adjuk meg.
Az orosz geobotanikus, Lev Berg meghatározása szerint a sztyepp olyan, többé-kevésbé sík terület, amelyet a tavaszi jeges ár sem önt el; talaja a jó vízvezető feketeföld, és az azt egész évben borító növénytakaróban a fűfélék dominálnak.
Mivel a sztyeppekre általában jellemző csernozjomok nagyon jól termő talajok és mivel a sztyepp többnyire síkságokon alakul ki, az eredeti növényzetét a sűrűbben lakott részeken szántóföldi növénytermelés váltotta fel. Ennek következtében például Ukrajna egykor összefüggő természetes növénytakarója csak néhány folton maradt meg; ezek többsége (Aszkanyija Nova a Herszoni területen, Ukrán Sztyeppi Természetvédelmi Terület stb.) mára természetvédelmi terület.

## Az eurázsiai sztyepp típusai
Az eurázsiai sztyeppet a geobotanikusok általában négy fő övre osztják fel északról dél felé haladva, az éghajlat változásának megfelelően. Ezek
- az erdős sztyepp vagy erdős puszta,
- a kétszikűekben gazdag árvalányhajas-csenkeszes sztyepp,
- a kétszikűekben szegény rövidfüvű puszta (árvalányhajas sztyepp) és
- a félsivatagi jellegű, törpecserjék uralta csenkeszes ürömsztyepp (száraz, meleg sztyepp).

A sztyeppöv ilyen övezetes jellegét az éghajlat fokozatos változása, elsősorban a növekvő szárazság alakítja ki. Ennek megfelelően északról délre nő a szárazságtűrő fajok aránya, csökken a területegységre eső fajok száma nő a rövid életű növények aránya.
A sztyeppet nyugatról keletre is több részre tagolják, elsősorban növényföldrajzi alapon. A sztyeppöv
- délkelet-európai nyúlványának nagy része a szubmediterrán erdős sztyepp — a Kárpát-medencében és a Balkán-félsziget északkeleti részén. A növényföldrajzi beosztás szerint
  - a Kárpát-medencei sztyepp a közép-európai flóraterület Pannonicum flóratartományának Eupannonicum flóravidéke,
  - a balkáni rész a szubmediterrán flóraterület bánsági és kelet-balkáni flóratartománya (Praemoesicum, illetve Moesicum).

A Kárpátoktól keletre a Fekete-tenger északi előterével kezdik a hűvös kontinentális sztyepp (hideg telű kontinentális sztyepp), amit növényföldrajzilag két további nagy részre osztanak:
- a Kárpátoktól az Altaj–Szaján láncáig terjed a pontuszi-kazahsztáni sztyepp — a növényföldrajzi hierarchiában ennek európai része:
  - a pontuszi flóraterület (a Fekete-tenger északi előtere) és
  - a kontinentális-pusztai flóraterület (a Kelet-európai-síkság keleti része az Urálig; ennek folytatása Európa és Közép-Ázsia határvidékén a turáni avagy aralo-kaspi flóraterület);
- az Altájtól keletre egészen Mandzsúriáig terjed a közép-ázsiai sztyepp.

E sztyepprégiókat elsősorban az ott élő növény- és állatfajok alapján különítjük el.

### Erdős sztyepp
Az erdős sztyepp (erdős puszta) zonális vegetációja átmenet a teljesen fátlan füves puszta és a zárt erdő között.

### Árvalányhajas-csenkeszes sztyepp
Az árvalányhajas-csenkeszes sztyepp (füves-árvalányhajas-csenkeszes sztyepp) jellemzően löszön és löszszerű kőzeteken fejlődött ki mérsékelten száraz éghajlaton. Humusztartalmuk5,0–7,2%. Talajuk, a csernozjom rendkívül termékeny (Izsák). Éppen ezért a mezőgazdaság miatt természetes növénytársulásai erősen összeszorultak. Ez volt az egykori pusztai népek jellegzetes élettere, így az ősmagyaroké is.
Érintetlen árvalányhajas–csenkeszes sztyeppék Ukrajnában az Aszkanyija Nova Bioszféra Védett Területen maradtak fenn kb. 11 ezer hektáron.A hosszúfüvű növényzetben dominálnak (MNL) az 1–1,5 m magasra is megnövő csenkeszek (Festuca spp.) és az árvalányhajak. A fűtakaró sűrű.
A fontosabb fűfélék (Izsák):
- árvalányhaj (Stipa spp.):
  - pusztai árvalányhaj (Stipa pennata),

- - hosszúlevelű árvalányhaj (Stipa tirsa),

- - bolyhos árvalányhaj (?),

- hegyi lóhere (Trifolium montanum),

- gyermekláncfű (Taraxacum officinale),

- tavaszi tűzvirág (Salvia splendens?) stb.

A cserjék közül fontosabbak:
- alacsony mandula (sztyeppi mandula), a mandula (Prunus dulcis) alfaja,
- borsófa (Caragana arborescens).

### Rövidfüvű puszta
A rövidfüvű puszták jellemzően Eurázsia belsejében fejlődtek ki, ahol a tél hideg. A csapadék jellemzően több, mint a száraz, meleg sztyeppeken (300–400 mm). Domináns növényei az árvalányhaj fajok (Stipa spp.); gyakoriak a  gyakoriak a sótűrő fajok, mint például az üröm (Artemisia spp.) és a libatopfélék (Chenopodiaceae) sótűrő fajai. Ez annak a jele, hogy ebben az övben gyakori a talajok szikesedése (KvLex).

### Csenkeszes ürömsztyepp
A törpecserjék uralta csenkeszes ürömsztyepp (száraz, meleg sztyepp) a sztyepp és a sivatag közt átmeneti, félsivatagi jellegű társulás. Jellemző talajai a sós csernozjom és a világosszürke csernozjom. (KvLex).
Ukrajnában az Azovi- és a Fekete-tenger partvidékén fordul elő a Duna torkolatától a Kercsi-félszigetig.
A fűnemű növények között többségben vannak a perjefélék (Poaceae):
- pusztai csenkesz (barázdás csenkesz, Festuca rupicola),

- árvalányhaj (Stipa spp.)

Cserjék, félcserjék:
- üröm (Artemisia spp.):
  - krími üröm (Artemisia sp.),

- - selymes üröm (osztrák üröm, Artemisia austriaca),

- - tengermelléki üröm (Artemisia sp.),

- sziki kámforfű (Camphorosma ovata) — (Izsák).

## A sztyepp éghajlata
Mérsékelt övi füves puszták ott alakultak ki, ahol az éghajlat kontinentális jellegű. Ezt a klímatípust a meleg, időnként forró nyár, a hideg tél, nagy évi hőingás, valamint az éves csapadék jellegzetesen egyenetlen eloszlása jellemzi. Utóbbira jellemző a téli és tavasz eleji csapadékszegénység, a nyár eleji csapadékmaximum, és a nyár végi hosszabb-rövidebb aszályos időszak. A csapadék éves összege általában 250–600 mm. A valódi árvalányhajas sztyeppék zónájában nyáron jellemzőek a néhány napos száraz időszakok, amikor a levegő páratartalma nap közben 20% alá csökken, és éjszaka sem emelkedik 60-70% fölé.
A szteppöv nyugati részén a kontinentalitás mérsékelt, de kelet felé erősödik és Mongóliában már extrém nagy. Az egyes vidékek éghajlati különbségeit a klímadiagramok jól érzékeltetik.

## A sztyepp talajai
A sztyeppek uralkodó talajai a csernozjom különböző változatai. Az erdős sztyeppen a kilúgozott és a tipikus csernozjom, a valódi sztyeppekben a déli és gesztenyebarna csernozjom a legelterjedtebb, az ürömsztyeppeken pedig a világos gesztenyebarna sztyepptalajok (kastanozjom) uralkodnak. Ezek humusztartalma és fizikai tulajdonságai is eltérőek.
Egy 2022-es kutatás kimutatta, hogy a sztyepp talajában élő mikroorganizmusok összetett hálózata kulcsszerepet játszik a talaj szénmegkötő képességének fenntartásában, így hozzájárulva a globális szénkörforgás stabilizálásához.
Kőzethatású talajokon, intrazonálisan alakulnak ki a homokos sztyeppek és köves talajú sztyeppek. A szikesedés hatására a rövidfüvű pusztáktól a csenkeszes ürömsztyeppen át a mérsékelt övi sivatagokig jellemzőek a foltosan megjelenő szikes-sós talajok, azaz a szoloncsákok és szolonyecek.

## A sztyepp élővilága
Ökológiailag a sztyepp olyan önálló biom, amely lényegesen eltér szomszédaitól, a mérsékelt övi erdőktől és a mérsékelt övi sivatagoktól.
Jellemző növényei a különböző szárazságtűrő, keskenylevelű fűfélék, ezek közül is az árvalányhajak. Az európai erdős sztyeppek zónájában a pusztai árvalányhaj (Stipa joannis Celak), a valódi sztyeppek északi részén a csinos (S. pulcherrima Koch), keskenylevelű (Stipa tirsa Smirn.), borzas (S. dasyphylla és S. zalesskyi) és ukrán (S. ucrainica Klok.) árvalányhaj, a délebbi részeken pedig a szőröstoklászú (S. lessingiana ) és kunkorgó árvalányhaj (S. capillata és S. sareptana). Gyakoriak az alacsony termetű cserjék, így a törpemandula, csepleszmeggy, zanótok (Chamaecytisus austriacus, C. ruthenicus), rekettye (Genista scythica),  Calophaca wolgarica, fekete madárbirs (Cotoneaster niger), gyöngyvessző fajok (Spiraera media, S. crenata, S. hypericifolia), és rózsák (Rosa spinosissima, R. gallica, R. jundzillii). A szárazabb sztyepptípusokban gyakoriak a hagymás gumós-növények, így a hagymák (Allium rotundum, A. ammophilum, A. decipiens, A. atroviolaceum, A. guttatum), tulipánok (Tulipa schrenkii, T. sylvestris), a tyúktaréjok (Gagea bulbifera, G. pusilla, G. szovitsii), vagy a Bellevalia sarmatica, Hyacinthella pallasiana, Ornithogalum tenuifolium, Crocus reticulatus.
A sztyeppéken különösen jellemzőek az ún. ördögszekér növények, amelyek terméseiket a tőről leszáradva és a szél által tovagörgetve terjesztik. Ilyen pl. a tátorján, az ukrán és a borzas macskamenta, a buglyos fátyolvirág, a tatár lelleg. A törpecserjéket a délibb sztyeppzónákban ürmök (Artemisia austriaca, A. lercheana, A. pauciflora, A. nitrosa, A. sublessingiana, A. dracunculus, A. frigida), valamint a csikófark, a heverő seprőfű (Bassia prostrata) és néhány egyéb libatopféle (Atriplex cana, Anabasis salsa, Krascheninnikovia ceratoides) képviselik.
A sztyeppék állatvilága rendkívül gazdag mind a gerinctelenek, mind a gerincesek tekintetében. Rovarvilágában jellemzőek a tápnövény-specialista fitofág lepkék és bogarak, valamint az egyenesszárnyúak. A gerincesek közül jellegzetes, csak vagy elsősorban a sztyeppövben előforduló állatfajok a Magyarországon is élő rákosi vipera, a haragos sikló, kerecsensólyom, parlagi sas, kék vércse, túzok, ürge, sztyeppi mormota vagy bobak, pártásdaru, pusztai sas, fakó rétihéja, feketeszárnyú székicsér, szerecsen pacsirta, fehérszárnyú pacsirta, lilebíbic, molnárgörény, csíkos szöcskeegér, güzüegér, lemmingpocok, pusztai pocoknyúl, szajga, golyvás gazella, és egykor a vadló.
A sztyeppékre jellemző, hogy a kezdetben nedves légtömegek folyamatos, de egyre csökkenő mértékű csapadékkal látják el a sztyeppe területét, amihez a sztyeppe lakóinak alkalmazkodniuk kellett úgy, hogy kelet felé növekszik az állattartás és csökken a földművelés jelentősége. Erre az állandó éghajlati sajátosságra ülnek rá a globális éghajlatváltozások, felmelegedések, lehűlések, csapadékosabbá, illetve szárazabbá váló periódusok, amelyekre már rövidebb távon kell válaszolniuk az ott élő népeknek. Ez a válasz mindig lehet az életmódváltás, de ez időnként fájdalmasabb, mint az életmódhoz való ragaszkodás, amit vándorlással lehet megőrizni. Ha az éghajlat csapadékosabbá válik, akkor több lehetőség nyílik az élelmiszer termelésre, nincs vándorlási kényszer, a régi életmódot lehet új elemekkel bővíteni a régi feladása nélkül. Ez nem alapvető probléma, az ilyen időszakok nem okoznak drasztikus változást, hacsak nem elmocsarasodásról van szó. Más azonban a kiszáradás időszaka, ami rögtön éhínséggel jár. Ilyenkor kézenfekvő az elvándorlás a csapadékosabb területre, ami az eurázsiai sztyeppén egyértelműen nyugat felé vándorlást jelent a fentebb vázolt éghajlati okok miatt. Az ilyen száraz periódusok okozták a történelemben sokszor bekövetkező nagy népvándorlásokat, amelyek története némi egyszerűsítéssel az eurázsiai sztyeppe történelme.